# کاروندل
کاروندل (انگلیسی: Karwendel) بزرگترین رشته کوه آلپ شمالی است. بخش عمده آن متعلق به ایالت فدرال اتریش تیرول است، در حالی که ناحیه مجاور در شمال بخشی از باواریا، آلمان است.

## جغرافیا
اصطلاح کاروندل به بخشی از کوه‌های آلپ بین رودخانه ایسار و گردنه کوه سیفلد زین در غرب و دریاچه آخن در شرق اشاره می‌کند.